# گرتچن پالمر
گرتچن پالمر (به انگلیسی: Gretchen Palmer) (زاده ۱۶ دسامبر ۱۹۶۱) بازیگرآمریکایی است.
از فیلم‌های معروف او می‌توان به بازی در فیلم داغ سرخ اشاره کرد.